# 缅北联合阵线
缅北联合阵线，又称北方联盟，是2016年11月由缅甸北部少数民族地方武装克钦独立军、若开军、德昂民族解放军、缅甸民族民主同盟军组成的联盟。
2016年11月下旬—12月初，缅北联合阵线在木姐、勐古、棒赛、南坎和贵概等地与缅甸国防军发生了激烈的军事冲突。2019年8月15日，缅北联合阵线袭击缅甸国防军一所军事学院，造成12人死亡。截至8月23日，缅北战事已造成19人死亡，2000多人逃离。

## 外部連接
- 缅北联合阵线 （页面存档备份，存于）
- Northern Alliance - Burma on Facebook （页面存档备份，存于）